# Jerzy Ignaciuk
Jerzy Ignaciuk (ur. 28 października 1951 roku w Warszawie, zm. 30 lipca 2000 roku w Olsztynie) – polski pisarz, poeta.

## Życiorys
Całe dorosłe życie spędził w Olsztynie. Ukończył tu Wydział Pedagogiczny Wyższej Szkoły Pedagogicznej. Był członkiem Olsztyńskiego Oddziału Stowarzyszenia Pisarzy Polskich. Pracował w Wydawnictwie Stowarzyszenia Społeczno-Kulturalnego „Pojezierze”. Zadebiutował w 1978 tomikiem wierszy „Odwróceni od słońca”. Potem wydał: „Sonety cyrku Salto” i „Ojczyznę płaczę”, zbiory opowiadań „Łowca kamieni” i „Posłuszni” oraz powieści „Dwie”, „Martwe dzielnice” i „Tomasz niewierny”. Miał w dorobku śpiewogrę „Pieśń o drodze” i widowisko „Orataorium”. Pisał też książki dla dzieci (o przygodach Gacoperka).
Był uczniem i przyjacielem Zbigniewa Nienackiego; po jego śmierci podjął się kontynuacji serii „Pan Samochodzik i...” (pod pseudonimem Jerzy Szumski).
Był laureatem nagród literackich: Wydawnictwa „Iskry” im. Stanisława Wyspiańskiego, im. Stanisława Piętaka i im. Biskupa Ignacego Krasickiego. Otrzymywał też nagrody za teksty na festiwalach poezji śpiewanej, studenckiej i religijnej. 
Napisał następujące książki z serii „Pan Samochodzik i...” (jako Jerzy Szumski): 
- Kindżał Hasan-beja
- Bursztynowa komnata (2 tomy)
- Złoto Inków (2 tomy)
- Floreny z Zalewa

## Twórczość
- Poezja:
  - Odwróceni od słońca, Olsztyn, 1978.
  - Sceny wielkiego głodu, Olsztyn, 1982
  - Sonety cyrku Salto, Olsztyn, 1983
  - Ojczyznę płaczę, Olsztyn, 1995

- Proza:
  - Dwie, Warszawa, 1984
  - Łowca kamieni, Warszawa, 1986
  - Martwe dzielnice, Olsztyn, 1987
  - Posłuszni, Warszawa, 1987
  - Tomasz niewierny, Warszawa, 2000

- Widowiska teatralne:
  - Oratorium (prapremiera - Olsztyn, 1978)
  - Pieśń o drodze (prapremiera – Olsztyn, 1981)

- Książki dla dzieci:
  - Rozterka Gacoperka, Olsztyn, 1988
  - Gacoperek i korona Króla Szczurów, Olsztyn, 1989
  - Podziemne sprawy Gacoperka, Olsztyn, 1990
  - Pracowity dzień leniwego duszka, Olsztyn, 1997

- Kontynuacja serii "Pana Samochodzika":
  - Kindżał Hasan-beja, Olsztyn, 1997
  - Pan Samochodzik i Bursztynowa Komnata (tom 1 i 2), Olsztyn, 1998
    - Wilczyca z jantaru (tom I)
    - Krzyż i podkowa (tom II)

  - Floreny z Zalewa, Olsztyn, 1999
  - Pan Samochodzik i Złoto Inków (1 i 2 tom), Olsztyn, 1999
    - Czorsztyn (tom I)
    - Niedzica (tom II)

- Inne:
  - Grzybów zbieranie a i kosztowanie, Olsztyn, 1991
  - Wielki sennik, Olsztyn, 1994

## Nagrody i wyróżnienia
- 1976 – nagroda i wyróżnienie w V Turnieju Poetyckim „O Laur Mazurskiego Konika”
- 1977 – nagroda w VI Turnieju Poetyckim „O Laur Mazurskiego Konika”
- 1977 – nagroda jury II Warszawskich Konfrontacji Poetyckich
- 1978 – wyróżnienie na Ogólnopolskich Konfrontacjach Poetyckich Częstochowa-Kłobuck na poemat lub zestaw trzech wierszy nawiązujących do twórczości Władysława Broniewskiego
- 1978 – nagroda na Festiwalu Pieśni Religijnej „Sacrosong’78”
- 1984 – II nagroda za debiut prozatorski w konkursie Wydawnictwa „Iskry” dla powieści „Dwie”
- 1986 – Nagroda Literacka Młodych im. S. Piętaka za zbiór opowiadań „Łowca kamieni”
- 1987 – nagroda im. S. Wyspiańskiego (za całokształt twórczości)
- 1988 – nagroda im. A. Kowalskiego za tom opowiadań „Posłuszni” i powieść „Martwe dzielnice”
- 2000 – nagroda im. Ignacego Krasickiego

]